# Paila
Dans l'hindouisme, Paila est l'un des cinq élèves de Vyasa, celui qui a appris le Rig Veda, un des textes sacrés de cette foi.  
(D'après le Mahabharata, Vyasa est l'homme qui a divisé les Védas en quatre et les a confié à ses élèves pour qu'ils les propagent.)